# Zamarada aerata
Zamarada aerata är en fjärilsart som beskrevs av Fletcher 1974. Zamarada aerata ingår i släktet Zamarada och familjen mätare. Inga underarter finns listade i Catalogue of Life.